# 도나리정
도나리정(土成町)은 도쿠시마현 이타노군에 있던 정이다. 2005년 4월 1일 이치바정, 아와정, 요시노정과 합병해 아와시가 되었다.

## 지리
도쿠시마 현의 북부 이타노 군의 서쪽 끝에 위치했다.면적의 7할이 사누키 산맥으로 되어 있었다.

## 역사
- 1955년 3월 31일 - 이타노군 고쇼촌과 도나리촌이 합병해 요시노군 도나리정이 되었다.
- 2005년 4월 1일 - 이치바정, 아와정, 요시노정과 합병해 아와시가 되었다.

## 교통

### 도로
- 도쿠시마 자동차도 - 도나리 나들묵
- 국도 제318호선